# Wangford (Forest Heath)
Wangford est un village et une ancienne paroisse civile du Suffolk, en Angleterre.